# The Sun Always Shines on T.V.
Singles de A-ha
Love Is Reason Train Of Thought
Clip vidéo
[vidéo] «  The Sun Always Shines On TV », sur YouTube
Pistes de Hunting High and Low
Living a Boy's Adventure Tale And You Tell Me

The Sun Always Shines On TV est le single du groupe norvégien A-ha sorti en 1985 au Royaume-Uni et en décembre 1985 en France.

## Historique
C'est le troisième single du premier album du groupe Hunting High and Low, et même s'il n'a pas eu le même succès que le tube Take on Me qui a été no 1 aux États-Unis, il a quand même atteint la 2e place, et est resté deux semaines en tête des classements britanniques début 1986. Il a été écrit par Pål Waaktaar-Savoy, et est sorti sous le label Warner Bros.
La chanson a une genèse partant d'une anecdote intéressante puisque au moment où l'album était terminée en enregistrement, cette chanson n'existait pas. Le groupe A-ha, surpris par un temps extérieur morose, s'est installé devant la télévision d'une chambre d'hôtel à Londres en Angleterre. C'est à ce moment-là que le présentateur de la météo télévisée a choisi pour lancer : « C'est vrai qu'il fait un temps pourri dehors, mais restez avec nous, regardez la série Dallas, car le soleil brille toujours sur notre chaine ». Le genre de choses que les animateurs télévisuels disent pour faire rester les téléspectateurs devant leurs écrans. La phrase est restée dans la tête de Pål Waaktaar-Savoy qui l'inspira pour écrire une chanson de dernière minute avant la mise en production du premier album du groupe. Au début, il lui avait donné un rythme assez lent de ballade, mais il s'aperçut qu'en augmentant le rythme, elle leur plaisait toujours, dont la secrétaire d'Andy Wickham qui estimait qu'ils tenaient là un succès, et convainquit le responsable d'A&R director de lui faire de la place dans l'album. Il décida de l'enregistrer même si les trois artistes étaient tous malade de la grippe, Magne et Morten gisaient dans le studio sur des lits de camps avec une forte fièvre, « le soleil de la TV n'avait pour le coup pas eu raison du mauvais temps ». La chanson parle du pouvoir de la télévision et de la façon dont la télévision présente la vie.
Le single s'est vendu à plus de 5 millions dans le monde et fait partie de l'album Hunting High and Low cité dans l'ouvrage de référence de Robert Dimery Les 1001 albums qu'il faut avoir écoutés dans sa vie.
Le morceau est ressorti en 2003 sous forme d'un enregistrement en public.
Le groupe l'a interprété lors du concert du prix Nobel de la paix en 1998.
Le groupe U2 a dévoilé s’être inspiré de ce titre pour écrire sa chanson Beautiful Day, Bono lui a rendu hommage en combinant les deux chansons ensemble au concert du Vertigo Tour à Oslo en 2005. Avant U2, le groupe synthpop The Beloved en 1987, a utilisé une partie des paroles du refrain dans leur propre chanson "Please Understanding", qui aurait dû figurer sur leur premier album, mais le projet a finalement avorté. La chanson a été postée sur YouTube en 2010.

## Clip vidéo
Début octobre 1985, le groupe A-ha enregistre la vidéo à l'église Saint Alban Martyr dans le jardin de Udney Hall à Teddington (Middlesex), en Angleterre, durant trois jours avec le réalisateur Steve Barron.
La vidéo s'ouvre sur une courte séquence qui forme un épilogue de la vidéo Take On Me, en continuant à utiliser l'animation Rotoscopie. Les jeunes amoureux romantiques (joués par Morten Harket et Bunty Bailey) ayant survécu à l'épreuve de l'histoire de la première vidéo se font maintenant face la nuit dans un bois. Soudain, le jeune homme commence à revenir physiquement à son état d'animation d'origine à partir du scénario de leur premier clip. La jeune femme en détresse se rend compte qu'il ne peut pas rester dans son monde. Dans la douleur, il fuit la scène dans l'horizon pour retourner dans son monde de la bande dessinée. Le générique de clôture ressemble à la fin d'un film classique hollywoodien portant la légende : « The End ».
La scène suivante s'ouvre sur le groupe A-ha interprétant "The Sun Always Shines on TV" (avec le batteur Lindsay Elliot et un bassiste également présent) dans le cadre dramatique de l'intérieur d'une église gothique victorienne anglaise. La scène est filmée principalement par séquence en noir et blanc, avec des touches de couleurs pastel ; les spectateurs regardant les musiciens dans l'église sont des mannequins nus, certains étant vêtus de vêtements de concert et tenant dans leur bras des instruments de musique classique.
Le clip du single suivant du groupe, "Train of Thought", reprend le dernier plan du clip, créant ainsi une trilogie visuelle et narrative de "Take On Me", "The Sun Always Shines on TV" et "Train of Thought" .
Le clip a remporté le MTV Video Music Award du meilleur montage et de la meilleure photographie en 1986. Il a également été nommé au cours de ces accessits dans la catégorie « Meilleure direction artistique dans une vidéo ».

## Formats et versions
| - 7" Original single (1985) 1. "The Sun Always Shines On TV;– 4:30 2. "Driftwood– 3:04 - 12" Maxi-Single (1985) 1. "The Sun Always Shines On TV" (Long version) – 8:25 2. "The Sun Always Shines On TV" (Instrumental) – 5:46 3. "Driftwood– 3:04 | - 12" Maxi-Single (1985) 1. "The Sun Always Shines On TV" (Extended version) – 7:06 2. "Driftwood– 3:04 |

## Classements et certifications
| Classement (1986)                      | Meilleure place |
| -------------------------------------- | --------------- |
| Afrique du Sud (Springbok Radio)       | 8               |
| Allemagne de l'Ouest (Media Control)   | 5               |
| Australie (Kent Music Report)          | 19              |
| Autriche (Ö3 Austria Top 40)           | 8               |
| Belgique (Flandre Ultratop 50 Singles) | 5               |
| Canada (RPM Top Singles)               | 11              |
| Danemark (IFPI)                        | 2               |
| États-Unis (Hot 100)                   | 20              |
| États-Unis (Dance Club Songs)          | 6               |
| États-Unis (Dance Singles Sales)       | 5               |
| États-Unis (Cash Box)                  | 24              |
| Europe (European Hot 100 Singles)      | 5               |
| Finlande (Suomen virallinen lista)     | 5               |
| France (SNEP)                          | 10              |
| Irlande (IRMA)                         | 1               |
| Italie (Musica e dischi)               | 9               |
| Norvège (VG-lista)                     | 2               |
| Nouvelle-Zélande (RMNZ)                | 12              |
| Pays-Bas (Nederlandse Top 40)          | 5               |
| Pays-Bas (Single Top 100)              | 4               |
| Suède (Sverigetopplistan)              | 2               |
| Suisse (Schweizer Hitparade)           | 7               |
| Royaume-Uni (UK Singles Chart)         | 1               |

| Classement (1986)                             | Meilleure place |
| --------------------------------------------- | --------------- |
| Belgique (Ultratop 50 Flanders)               | 41              |
| Canada (RPM Top Singles )                     | 95              |
| Europe (European Hot 100 Singles)             | 15              |
| France (SNEP)                                 | 48              |
| Pays-Bas (Dutch Top 40)                       | 49              |
| Pays-Bas (Single Top 100)                     | 71              |
| Royaume-Uni (OCC)                             | 21              |
| États-Unis (Billboard Dance Singles Sales)    | 49              |
| Allemagne de l'Ouest (Official German Charts) | 39              |

| Région                                                                                                 | Certification | Ventes/Streams |
| --- | ------------- | -------------- |
| Royaume-Uni (BPI)                                                                                      | Argent        | 250 000^       |
| France (SNEP)                                                                                          | Argent        | 250 000*       |
| *Ventes selon la certification ^Mise en rayon selon la certification xNon précisé par la certification |               |                |

## Utilisations

### Reprises musicales
- 1994 : La chanteuse de musique electro norvégienne Diva, reprise sur single.
- 1995 : Les disc jockeys de danse électro hollandais M-Jay & Dan Vee, reprise sur single.
- 1996 : Le groupe de musique électronique allemand Interactive, reprise sur single.
- 2001 : Le disc jockey de danse électro allemand Mario Lopez, reprise sur single.
- 2002 : Le groupe de Heavy metal allemand Twyster, sur son album Lunatic Siren.
- 2003 : Le groupe de musique électronique belge Milk Inc., reprise sur single, 5e des charts en Belgique Flamands[39].
- 2004 : Le groupe de danse électro britannique Audiolush , sur son album Floorfillers.
- 2005 : Le groupe d'electro et dark wave allemand In Strict Confidence, reprise sur single.
- 2005 : Le groupe de thrash metal norvégien Susperia, sur son album Devil May Care.
- 2008 : Le groupe de musique gothique allemand Atrocity sur son album Werk 80 II.
- 2009 : Le duo de musique expérimentale canadien Nadja sur son album When I See the Sun Always Shines on T.V..
- 2009 : Le groupe d'electro britannique Pure Path, sur son album Overburning.
- 2010 : Le groupe d'electro espagnol Killer Shadows, reprise sur single.
- 2013 : Le groupe danse électro anglais Decimal Eon, sur son album de reprise remixée Remixed Eighties.
- 2013 : Le disc jockey de danse électro allemand Damon Paul & chanteuse Patricia Banks, reprise sur single.
- 2014 : La chanteuse de danse électro italienne Paola Iezzi, sur son album I Love.
- 2016 : Le groupe de Heavy metal australien Lord, sur son album What Tomorrow Brings.
- 2020 : Le groupe de hard rock danois Meridian, reprise sur single.
- 2020 : Le disc jockey de danse électro allemand Ostkurve & chanteuse Claudia Lino, reprise sur single.

### Cinéma
- 2008 : Slumdog millionaire de Danny Boyle
- 2019 : Music of My Life de Gurinder Chadha